# Lecanoideus floccissimus
Lecanoideus floccissimus is een halfvleugelig insect uit de familie witte vliegen (Aleyrodidae), onderfamilie Aleurodicinae.
De wetenschappelijke naam van deze soort is voor het eerst geldig gepubliceerd door Martin, Hérnandez-Suarez & Carnero in 1997.